# Fred Zinner
Sigismond (Fred) Zinner (Antwerpen, 14 augustus 1903 - 6 januari 1994) was een Belgische atleet, die gespecialiseerd was in de sprint, het discuswerpen en de meerkamp. Hij nam tweemaal deel aan de Olympische Spelen en werd op vier verschillende disciplines in totaal zesmaal Belgisch kampioen.

## Biografie
Zinner nam in 1924 op de vijfkamp deel aan de Olympische Spelen van Parijs. Hij werd vijfentwintigste. Twee jaar later werd hij voor het eerst Belgisch kampioen op de 200 m. Het jaar nadien werd hij kampioen in de vijfkamp.
Zinner nam in 1928 op de 100 m, het discuswerpen, waar hij Belgisch kampioen in was geworden, en de 4 x 100 m estafette deel aan de Olympische Spelen van Amsterdam. Hij werd telkens uitgeschakeld in de eerste ronde.
Tussen 1929 en 1931 behaalde Zinner drie opeenvolgende Belgische titels op de tienkamp. In 1929 met een Belgisch record. 

### Clubs
Zinner was aangesloten bij FC Luik. 

## Belgische kampioenschappen
| Onderdeel    | Jaar             |
| ------------ | ---------------- |
| 200 m        | 1926             |
| discuswerpen | 1928             |
| vijfkamp     | 1927             |
| tienkamp     | 1929, 1930, 1931 |

## Persoonlijke records
| Onderdeel    | Prestatie | Datum | Plaats |
| ------------ | --------- | ----- | ------ |
| 100 m        | 10,9 s    | 1926  |        |
| discuswerpen | 40,08 m   | 1934  |        |

## Palmares

### 100 m
- 1926:  BK AC
- 1928: 3e in reeks OS in Amsterdam

### 200 m
- 1926:  BK AC – 22,6 s
- 1929:  BK AC

### 4 x 100 m
- 1928: 3e in ½ fin. OS in Amsterdam

### discuswerpen
- 1922:  BK AC – 33,42 m
- 1923:  BK AC – 33,20 m
- 1927:  BK AC – 34,90 m
- 1928:  BK AC – 37,39 m
- 1928: 32e op OS in Amsterdam – 34,35 m
- 1929:  BK AC – 35,57 m
- 1935:  BK AC – 36,12 m
- 1936:  BK AC – 36,28 m

### verspringen
- 1924:  BK AC – 6,41 m
- 1931:  BK AC – 6,28 m

### speerwerpen
- 1925:  BK AC – 42,73 m
- 1926:  BK AC – 44,40 m

### kogelstoten
- 1929:  BK AC – 12,21 m

### hink-stap-springen
- 1936:  BK AC – 12,48 m

### vijfkamp
- 1924: 25e op OS in Parijs – 72 p (3 events)
- 1927:  BK AC – 2915,23 p

### tienkamp
- 1928:  BK AC – 5461,245 p
- 1929:  BK AC – 6002,72 p (NR)
- 1930:  BK AC – 5614,29 p
- 1931:  BK AC – 5917,78 p
- 1934:  BK AC – 5418,50 p
- 1935:  BK AC – 5595,650 p